# 中堡镇 (武平县)
中堡镇，是中华人民共和国福建省龙岩市武平县下辖的一个乡镇级行政单位。

## 行政区划
中堡镇下辖以下地区：
岭头村、下村、悦洋村、芳洋村、上济村、小岭村、远富村、乌石村、朱坊村、中堡村、田坑村、大吉村、大坪村、罗助村、互助村、梧地村、朝岭村、林坊村、章丰村、新湖村和新化村。